# 名谷站
名谷站（日语：／ Myōdani eki */?）是位於日本兵庫縣神戶市須磨區，屬於神戶市營地下鐵西神·山手線的鐵路車站。車站編號是S12。
車站主題是「春」，因此開業時站房西側的牆壁設置名為「春之風」的壁畫，月台部分也種植著象徵春天可以開花的樹木。
軌道名稱上以此站為界，往新長田方向是西神線，往西神中央方向是西神延伸線。

## 車站結構
地上1樓是大堂，有閘口，地下1樓是月台，,是地面掘割式車站。月台是2面4線，1、4號月台是本線。曾經有快速列車運行時此站是緩急接續的車站，1、4號月台供快速停車，2、3號月台供普通停車。

### 月台配置
| 月台 | 路線        | 目的地                 |
| ---- | ----------- | ---------------------- |
| 1、2 | 西神·山手線 | 三宮、新神戶、谷上方向 |
| 3、4 | 西神·山手線 | 學園都市、西神中央方向 |

基本上外側2線供新神戶方向、西神中央方向的列車使用，內側2線供此站始發與以此站為總站的列車使用，深夜時間帶由新神戶方向開抵此站的列車在到達4號月台後會在此進行夜間停泊，在此以後新神戶方向開往西神中央的列車使用3號月台。

## 使用情況
2016年（平成28年）度的1日平均上車人次為26,675人。此站是西神·山手線車站當中僅次於三宮站排行第2位，是非轉乘站的單獨站當中第1位。須磨區內的鐵路車站當中最多乘客使用。
近年的1日平均上車人次推移如下表。
| 年度               | 1日平均 上車人次 |
| ------------------ | ---------------- |
| 1995年（平成07年） | 36,036           |
| 1996年（平成08年） | 35,954           |
| 1997年（平成09年） | 33,948           |
| 1998年（平成10年） | 31,560           |
| 1999年（平成11年） | 30,895           |
| 2000年（平成12年） | 30,285           |
| 2001年（平成13年） | 33,072           |
| 2002年（平成14年） | 34,002           |
| 2003年（平成15年） | 32,956           |
| 2004年（平成16年） | 31,630           |
| 2005年（平成17年） | 31,214           |
| 2006年（平成18年） | 30,819           |
| 2007年（平成19年） | 30,278           |
| 2008年（平成20年） | 29,552           |
| 2009年（平成21年） | 27,936           |
| 2010年（平成22年） | 27,588           |
| 2011年（平成23年） | 26,916           |
| 2012年（平成24年） | 26,700           |
| 2013年（平成25年） | 27,246           |
| 2014年（平成26年） | 27,175           |
| 2015年（平成27年） | 27,055           |
| 2016年（平成28年） | 26,675           |

## 相鄰車站
神戶市交通局（神戶市營地下鐵）
西神·山手線 
妙法寺（S11）－名谷（S12）－綜合運動公園（S13）

### 來源
1. 1 2  『特集 神戸市営地下鉄開業』 市民のグラフこうべ No.56（昭和52年3月号） (神戸市広報課) (1977年3月)
2. ↑  .   [2018-10-15]. （原始内容存档于2018-09-20）.

## 外部連結
- 名谷站（页面存档备份，存于） - 神戶市交通局